# Otomys orestes
Otomys orestes és una espècie de mamífer rosegador de la família dels múrids. Viu a altituds d'entre 3.200 i 4.500 msnm (per sobre del límit arbori) a Kenya i Tanzània. Es tracta d'una espècie de mida mitjana, amb la cua curta i el pelatge suau i espès. La tercera molar superior presenta sis o set làmines, mentre que les dents davanteres del maxil·lar inferior tenen solcs. Podria tractar-se d'un complex d'espècies.